# جرجینا رایلنس
جرجینا رایلنس (انگلیسی: Georgina Rylance؛ زادهٔ ۲۰ آوریل ۱۹۷۹) بازیگر اهل بریتانیا است.
از فیلم‌ها یا برنامه‌های تلویزیونی که وی در آن نقش داشته‌است، می‌توان به ۷ ثانیه، ماشین جنگ، پوآرو و شهر دایناسورها اشاره کرد.